# 萊安德·登東克爾
萊安德·登東克爾（荷蘭語：Leander Dendoncker；1995年4月25日—）是一位比利時足球運動員，司职防守中場及中堅，現効力西甲球隊奧維多，曾代表比利时国家队參加国际比賽。

## 生平
2018年6月，比利時國家隊公布了征戰俄羅斯世界盃的23人大名單，登東克爾入選。比利時最終獲得季軍。
2018年8月9日，登東克爾转会到新晋的英超球隊狼隊，最初是租借一个赛季，狼队需在2019年夏天将该球员变成狼队的永久签约球员。

## 国际生涯

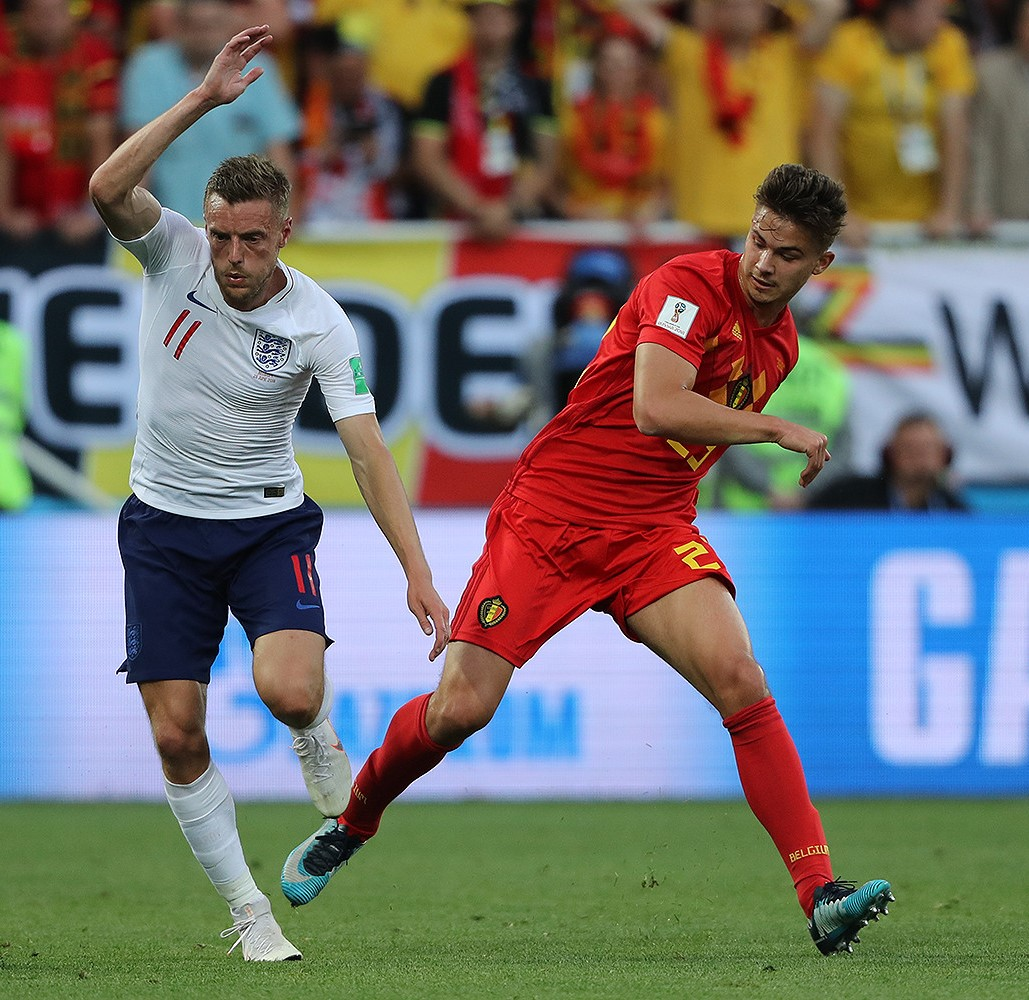
丹當卡（右）和英格兰的占美·華迪在2018年世界杯

登东克尔于2015年5月22日首次被比利时国家足球队的主教练馬克·威爾莫茨召入国家队，与他的安德莱赫特队友尤里·泰利文斯一起。他在6月7日对阵法国的一场友谊赛中首次出场，他在比赛的最后五分钟替换傑森·德納耶爾，并以4-3赢得比赛。
2018年6月4日，登东克尔入选比利时国家队2018世界杯23人大名单。他在6月29日对阵英格兰的比赛中首次参加世界杯比赛，结果比利时以1-0取胜，而且在这场比赛中，两队都派出了轮换球员，因为他们已经提前晋级到了16强。
2021年5月，丹當卡被羅拔圖·馬天尼斯召入2020年欧洲杯比利时队。 在开始的前两场比赛中，他都是首发出场，但是当维特塞尔从伤病中恢复后，他在余下的比赛中被替换出去，比利时队在该次欧洲杯上进入了八强。
2022年6月8日，在欧洲国家联赛主场对阵波兰的比赛中，丹當卡攻入了他的首个国际比赛进球，比利时队以6-1大胜。

## 外部連結
- Soccerway資料庫：萊安德·登東克爾
- 维基共享资源上的相關多媒體資源：萊安德·登東克爾